# Diocesi di Madarsuma
La diocesi di Madarsuma (in latino Dioecesis Madarsumitana) è una sede soppressa e sede titolare della Chiesa cattolica.

## Storia
Madarsuma, forse identificabile con Henchir-Bou-Doukhane nell'odierna Tunisia, è un'antica sede episcopale della provincia romana di Bizacena.
Di questa diocesi africana è noto un solo vescovo, Primuliano, che partecipò al concilio di Cabarsussi, tenuto nel 393 dai massimianisti, setta dissidente dei Donatisti, e ne sottoscrisse la lettera sinodale; e intervenne alla conferenza di Cartagine del 411, che vide riuniti assieme i vescovi cattolici e donatisti dell'Africa romana.
Dal 1933 Madarsuma è annoverata tra le sedi vescovili titolari della Chiesa cattolica; dal 10 febbraio 2009 vescovo titolare è Mario Fiandri, S.D.B., vicario apostolico di El Petén.

## Cronotassi

### Vescovi residenti
- Primuliano † (prima del 393 - dopo il 411) (vescovo donatista)

### Vescovi titolari
- António dos Reis Rodrigues † (25 ottobre 1966 - 3 febbraio 2009 deceduto)
- Mario Fiandri, S.D.B., dal 10 febbraio 2009